# Iran-Air-Flug 277
Iran-Air-Flug 277 (kurz IR277) war ein Inland-Linienflug der iranischen Fluggesellschaft Iran Air, der am 9. Januar 2011 gegen 19:45 Uhr Ortszeit (16:15 UTC) während schlechter Wetterbedingungen nach einem Durchstarten in der Nähe des Flughafens Urmia in der Provinz West-Aserbaidschan im äußersten Nordwesten des Iran an Höhe verlor und daraufhin Bodenkontakt hatte. Danach zerbrach die Maschine in mehrere Teile. Bei dem Flugzeug, das sich auf dem Weg von Flughafen Teheran-Mehrabad nach Urmia befand, handelte es sich um eine Boeing 727-286 Adv(anced).

## Flugzeug
Das zum Zeitpunkt des Unfalls auf dem Flug eingesetzte Flugzeug wurde 1974 gebaut. Anfängliche Berichte machten allerdings abweichende Angaben zu der verunglückten Maschine; ihnen zufolge hieß es, dass eine Fokker 100 oder eine Boeing 727 abgestürzt sei, doch schließlich wurde bestätigt, dass es sich um die Boeing 727-286Adv mit dem Luftfahrzeugkennzeichen EP-IRP handelte.

## Hergang
Das Flugzeug befand sich auf dem Flug zwischen Teheran und Urmia und stürzte nach dem Durchstarten in der Nähe des Flughafens Urmia in der Nähe eines Sees ab. Das Flugzeug hatte den ersten Landeversuch abgebrochen und war durchgestartet, nachdem die Besatzung technische Probleme gemeldet hatte und konstatierte, deswegen unter diesen Witterungsbedingungen nicht landen zu können und die Rückkehr nach Teheran antreten zu wollen. Zum Zeitpunkt des Unfalls herrschte schlechte Sicht und es schneite. Nach dem Aufschlag zerbrach das Flugzeug in mehrere Teile, es gab jedoch kein Feuer und keine Explosion.

## Passagiere und Crew
An Bord wurden bei dem Unfall 78 Personen getötet, 27 wurden verletzt. Die Rettungsmaßnahmen waren aufgrund starken Schneefalls in dem Gebiet schwierig, nach Angaben eines Behördenvertreters betrug die Schneehöhe an der Absturzstelle rund 70 Zentimeter. In die Rettungsmaßnahmen waren 36 Ambulanzfahrzeuge und elf Gesundheitseinrichtungen in der Umgebung involviert.